# Festung Ohrid

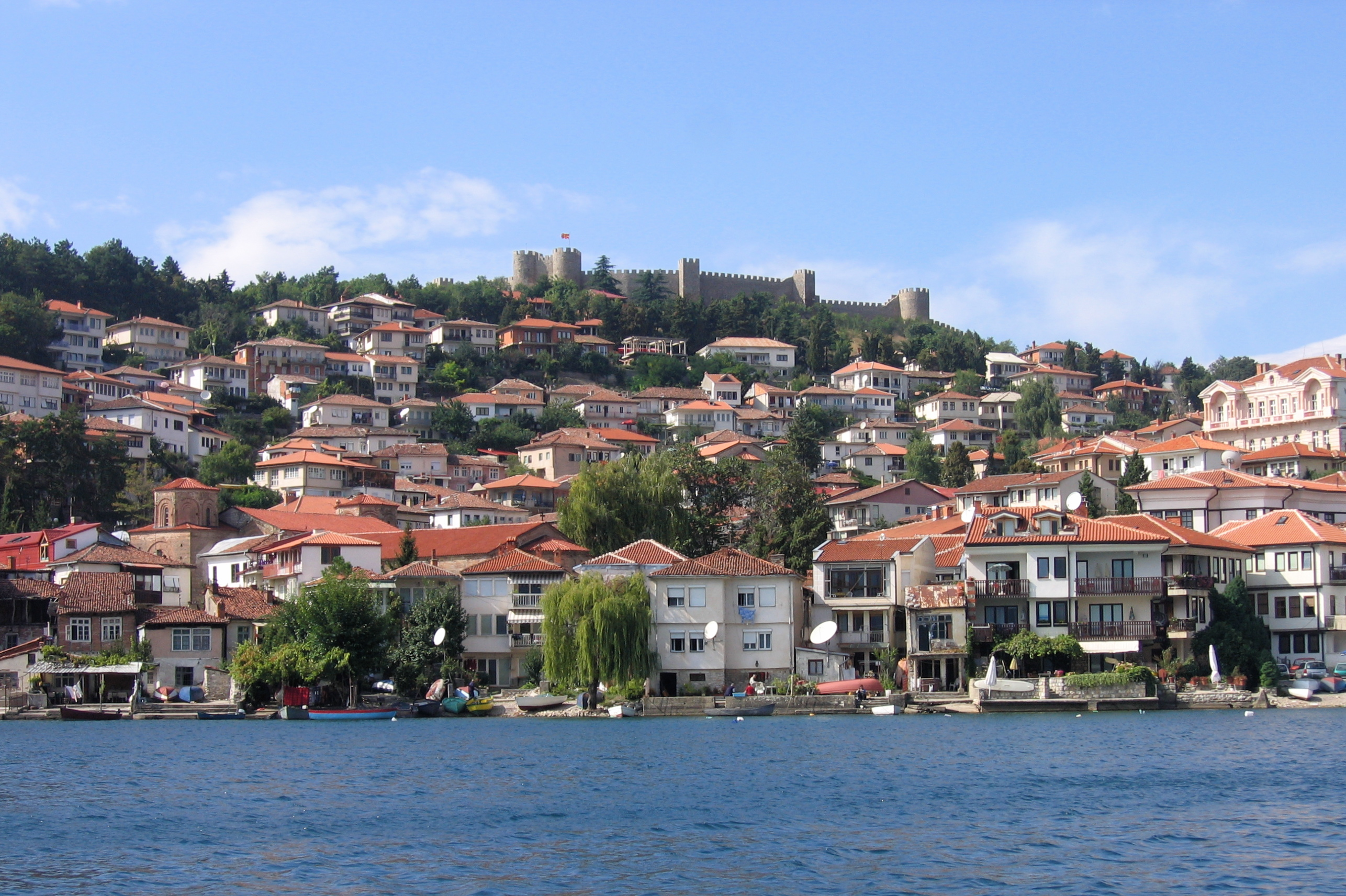
Blick auf die Festung mit Altstadt und See (2005)

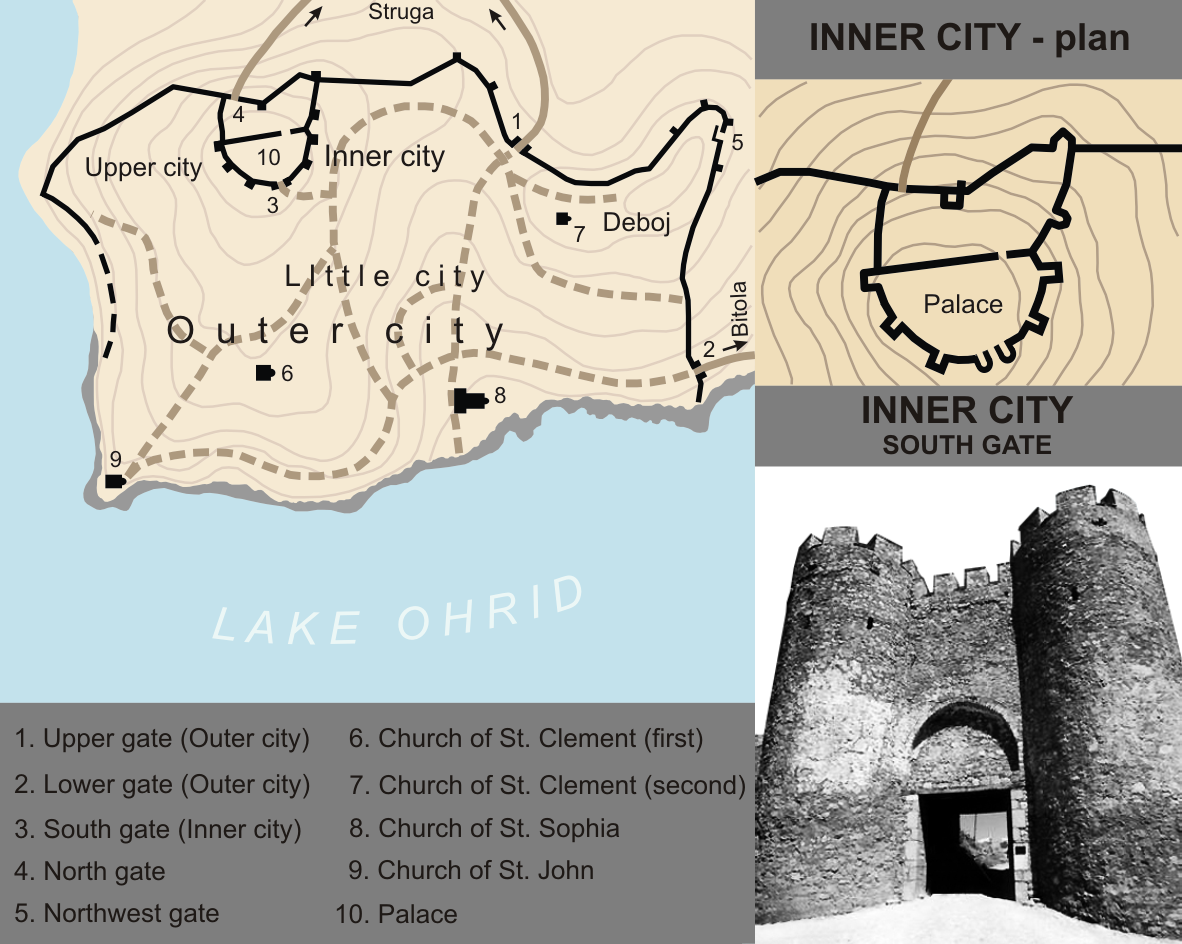
Karte des mittelalterlichen Ohrid mit Zitadelle und Stadtmauern (nach Ivan Mikulčić 1996)

Die Festung Ohrid (mazedonisch Охридска Тврдина Ohridska Tvrdina oder Охридско Кале Ohridsko Kale; albanisch Kalaja/Kështjella e Ohrit; türkisch Ohri Kalesi) ist eine in großen Teilen restaurierte Befestigungsanlage in und um die Altstadt von Ohrid in Nordmazedonien und eine der größten des südosteuropäischen Landes. Zu ihr gehört die Zitadelle auf Gorni Saraj, dem größeren der beiden Stadthügel, und die Stadtmauer, welche als Fortführung der Zitadelle auch Deboj, den kleineren Hügel, umfasst und damit die gesamte (einstige) „mittelalterliche“ Stadt einschließt. Auf der südwestlichen Seite bildet das Ohridseeufer eine natürliche Schutzbarriere.
Unter Samuil, dem Zaren des Ersten Bulgarischen Reiches von 997 bis 1014, war Ohrid Residenz- und damit Reichshauptstadt, die sie auch nach dessen Tod bis 1018 blieb. Weil er umfängliche Bauarbeiten an der Festung veranlasste, wird sie insbesondere in der mazedonischen und bulgarischen Geschichtsschreibung und damit auch in Ohrid von den Mazedoniern Samuilsfestung (mazedonisch Самуилова тврдина Samuilova tvrdina) genannt.
Die Festung ist vor allem wegen ihrer Panoramaaussicht eines der beliebtesten Fotomotive und eine der am meisten besuchten Sehenswürdigkeiten der UNESCO-Stadt. Gleichzeitig ist sie ein Wahrzeichen von Ohrid und wird seit jeher im Stadtwappen dargestellt.

## Stadtmauer
Die westliche Stadtmauer der mittelalterlichen Samuilsfestung führte vom Westen des Hügels Gorni Saraj oberhalb der Felsklippen beim Strand Labino auf einer Höhe von etwa 700 m. i. J. zuerst nach Norden, wo sie einen Knick nach Nordosten machte und anschließend den Hügelhang hinauf bis zur Zitadelle auf einer Höhe von etwa 760 m. i. J. stieg. Heute führt auf dieser Strecke, dem ehemaligen Mauergrund, ein Steinweg. Türme gab es an dieser westlichen Mauer keine.
Gleich beim Erreichen der Zitadelle befand sich das Nordtor der Stadt, das in die Zitadelle oder hinunter in die nördliche Vorstadt führte. Etwa in der Mitte der Zitadellenmauer sowie bei der nächsten Zitadellenecke standen die ersten Wehrtürme.

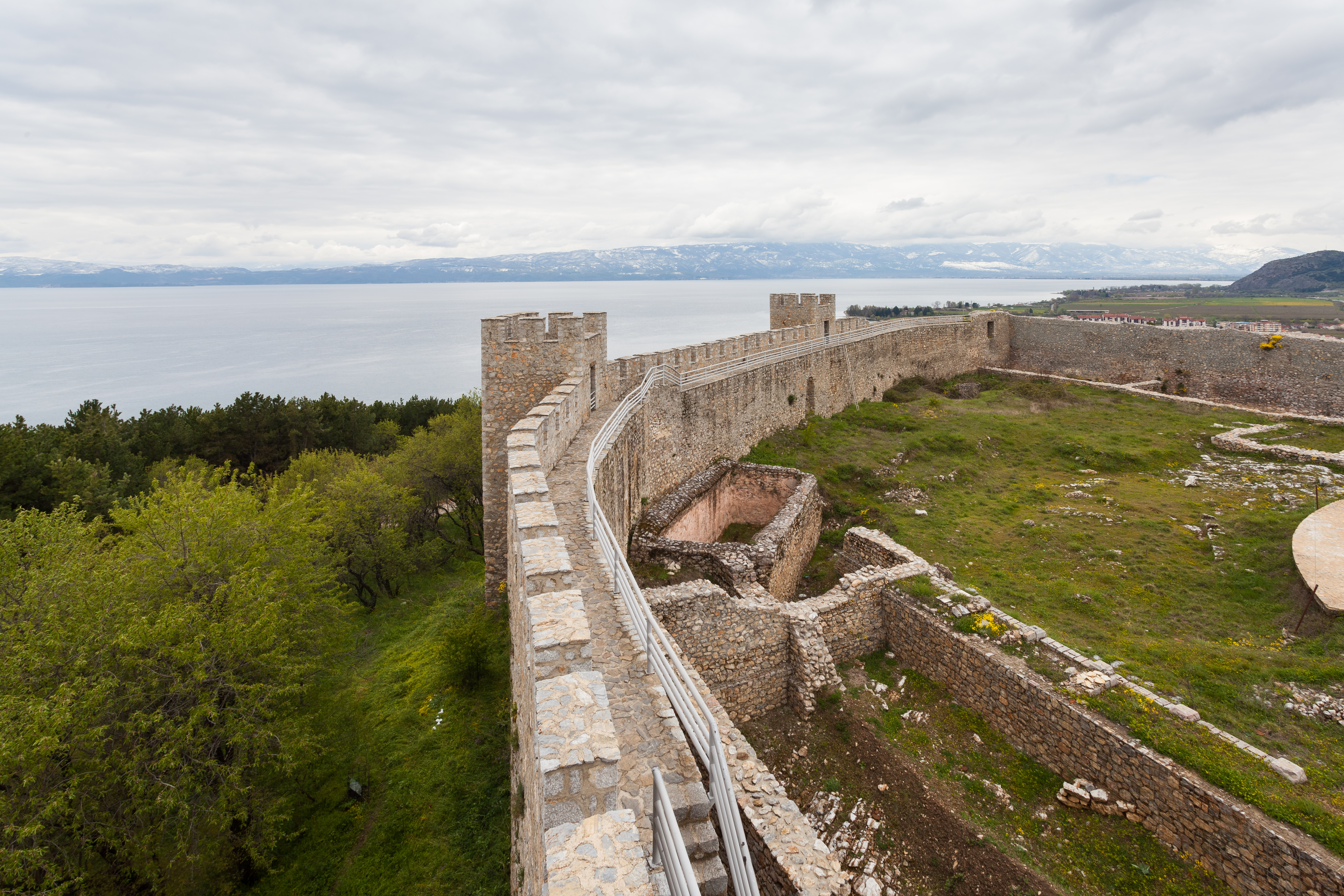
Blick zur nordwestlichen Zitadellenecke, wohin die einstige westliche Stadtmauer vom Strand Labino her führte (2014).
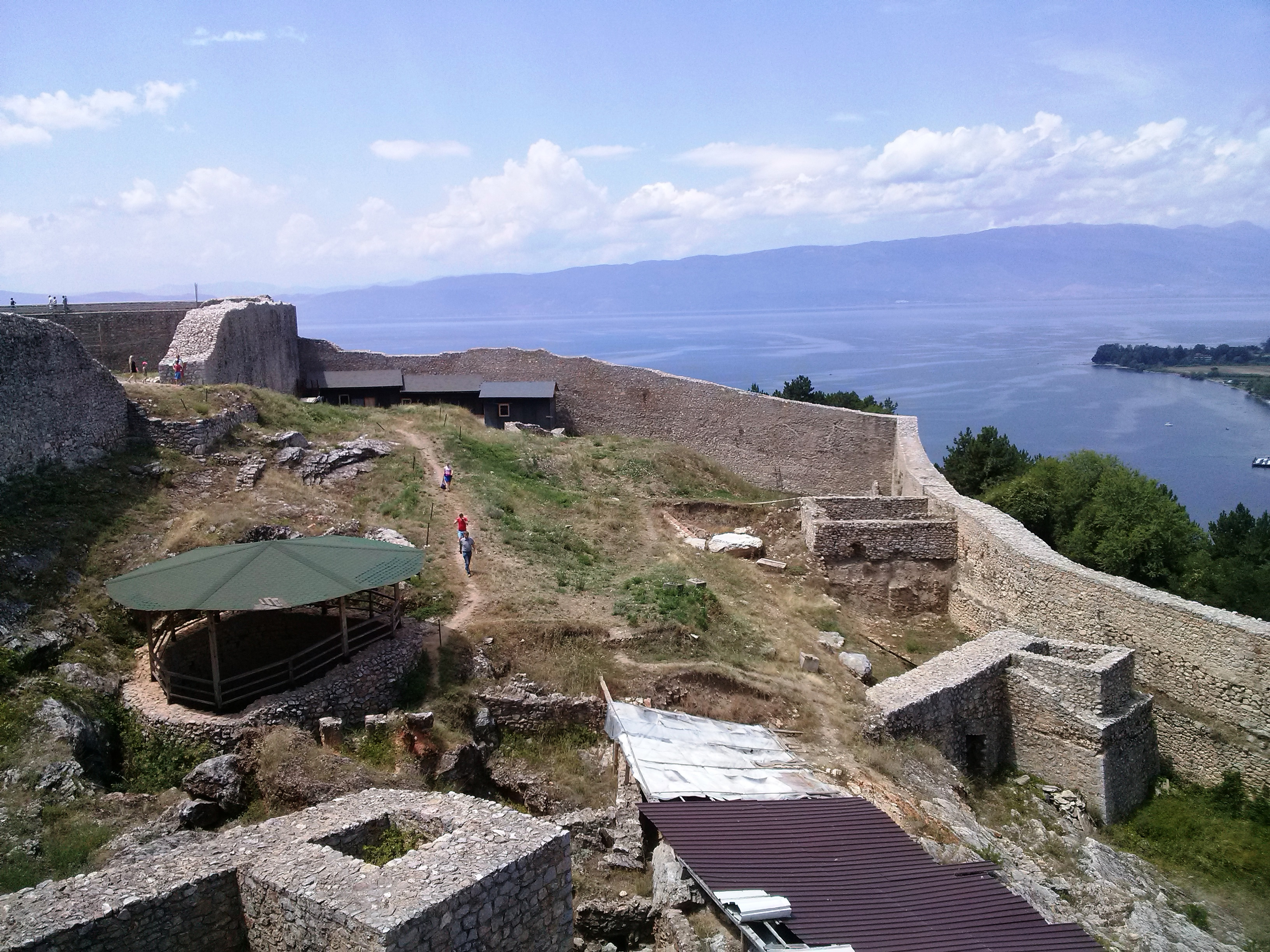
Ansicht der nördlichen Zitadellenmauer, die nicht restauriert ist (2014).
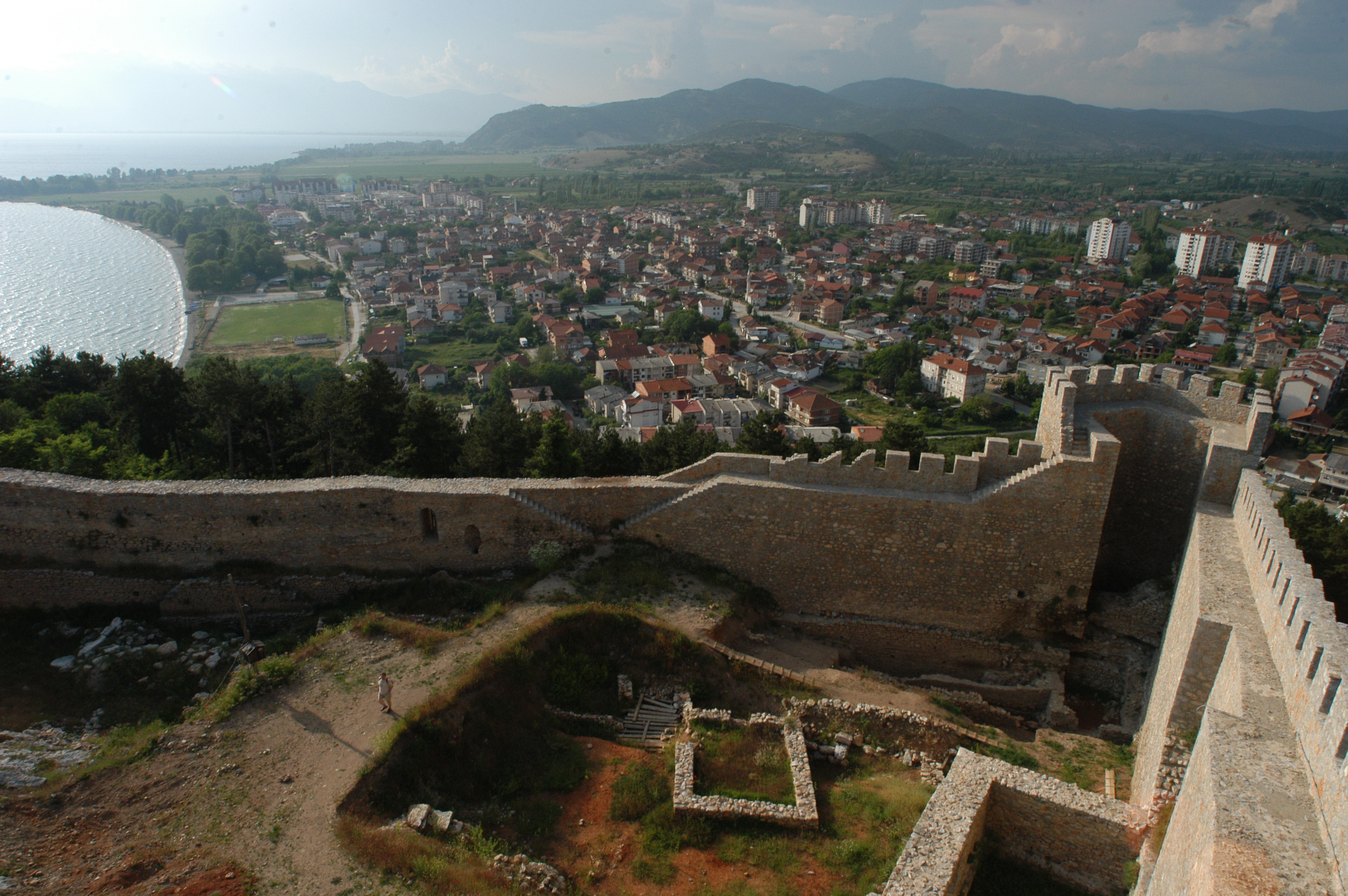
Ansicht der nordöstlichen Zitadellenecke mit fünfeckigem Eckwehrturm, wo der erste Teil der nördlichen Befestigungsmauer aufhört (2008).

Die nördliche Stadtmauer nach der Zitadelle ist auf einer Strecke von etwa 200 Metern auch nicht restauriert und macht anschließend bei einer Turmruine einen Knick nach Süden – danach ist sie wieder im sanierten Zustand, um über einen weiteren Turm 100 Meter bis zum Obertor zu führen, das auf dem Hügelsattel zwischen Gorni Saraj und dem kleineren Hügel Deboj liegt.
Die östliche Stadtmauer führt danach 300 Meter über einen Bogen zuerst nach Süden – ab hier ist sie wieder verfallen, dann nach Nordosten unterhalb des Hügelkamms von Deboj und nach drei Türmen bis zum ehemaligen Nordosttor.

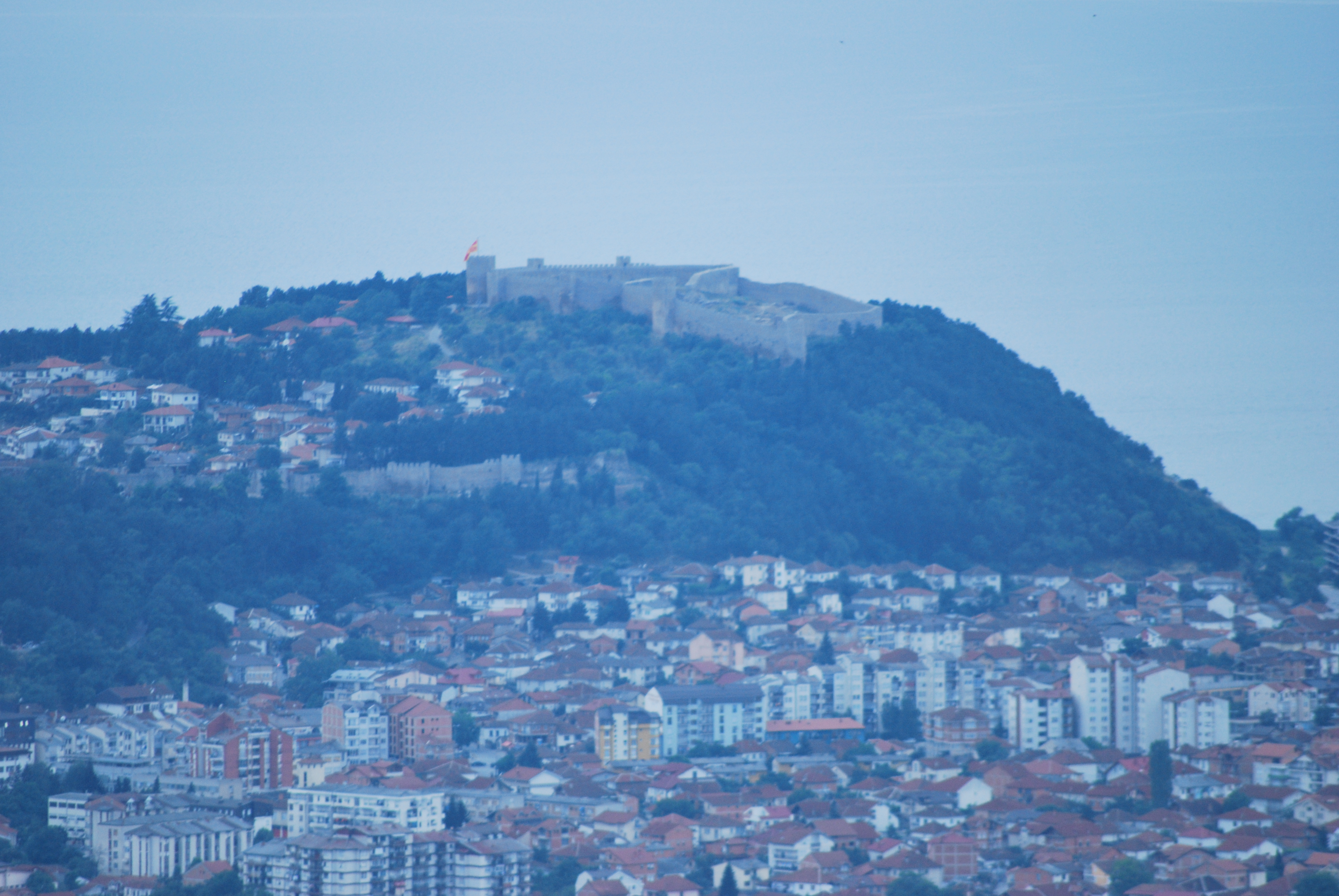
Ansicht des Festungshügels mit unterbrochener nördlicher Stadtmauer in der Bildmitte (2010)
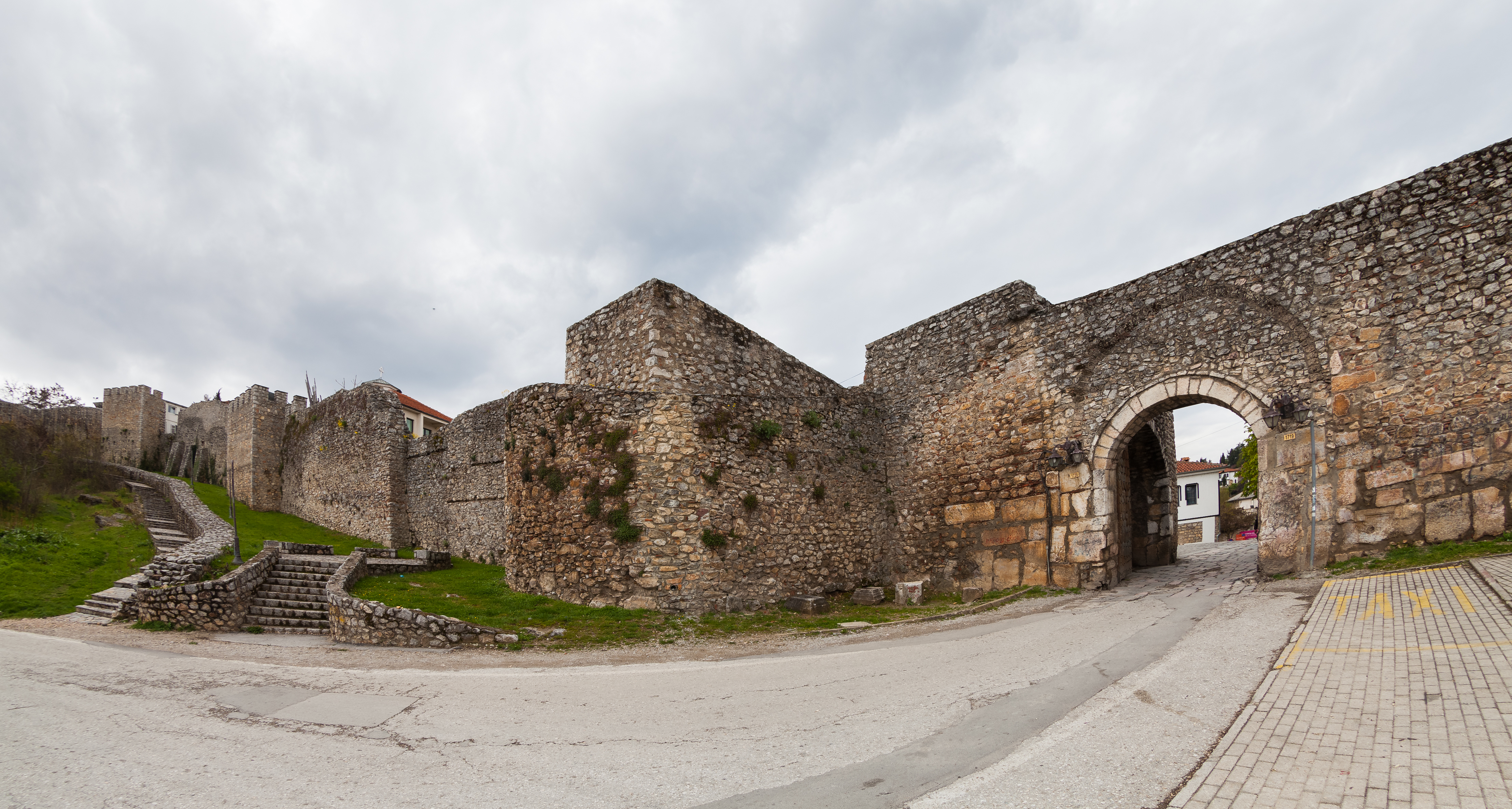
Ansicht des Obertors (2014)
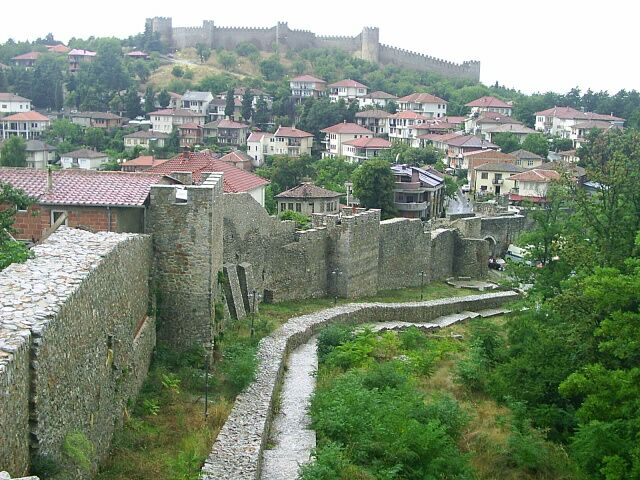
Blick hinunter zum Obertor (2012)

Zuletzt geht die Mauer ziemlich gerade nach Süden und endet nach dem Untertor am Seeufer. Auf diesem Abschnitt ist die Mauer mehrheitlich geschleift. Einzig das Untertor steht wieder, seit es restauriert wurde.
Die gesamte Festungsanlage besitzt eine Gesamtlänge von etwa drei Kilometern und ist zwischen drei und 16 Metern hoch. 18 Türme und vier Tore gehören zu Burg und Wallanlage.

## Zitadelle
Die Zitadelle ragt bis zu 100 Meter über dem Ohridsee auf dem Hügel Gorni Saraj auf einer Meereshöhe von 778 m. i. J. Sie hat eine geschlossene U-Form und wird in der Mitte durch eine Mauer in westöstlicher Richtung in zwei Waffenplätze halbiert. Darin sind Ruinen verschiedener Gebäude zu finden. Insgesamt stehen an den Zitadellenmauern sieben viereckige Wehrtürme und ein halbkreisförmiger Wehrturm. Das Zitadellentor wird von zwei halbkreisförmigen Wehrtürmen mit Schießluken flankiert. Die Zitadelle steht auf dem höchsten Stadthügel Gorni Saraj und ist eine Landmarke, sichtbar bis nach Struga, Radožda, Qafë Thana und Pogradec.
Auf den restaurierten Abschnitten sind Zitadelle und Stadtmauer von Brustwehren mit Rechteckzinnen geprägt.

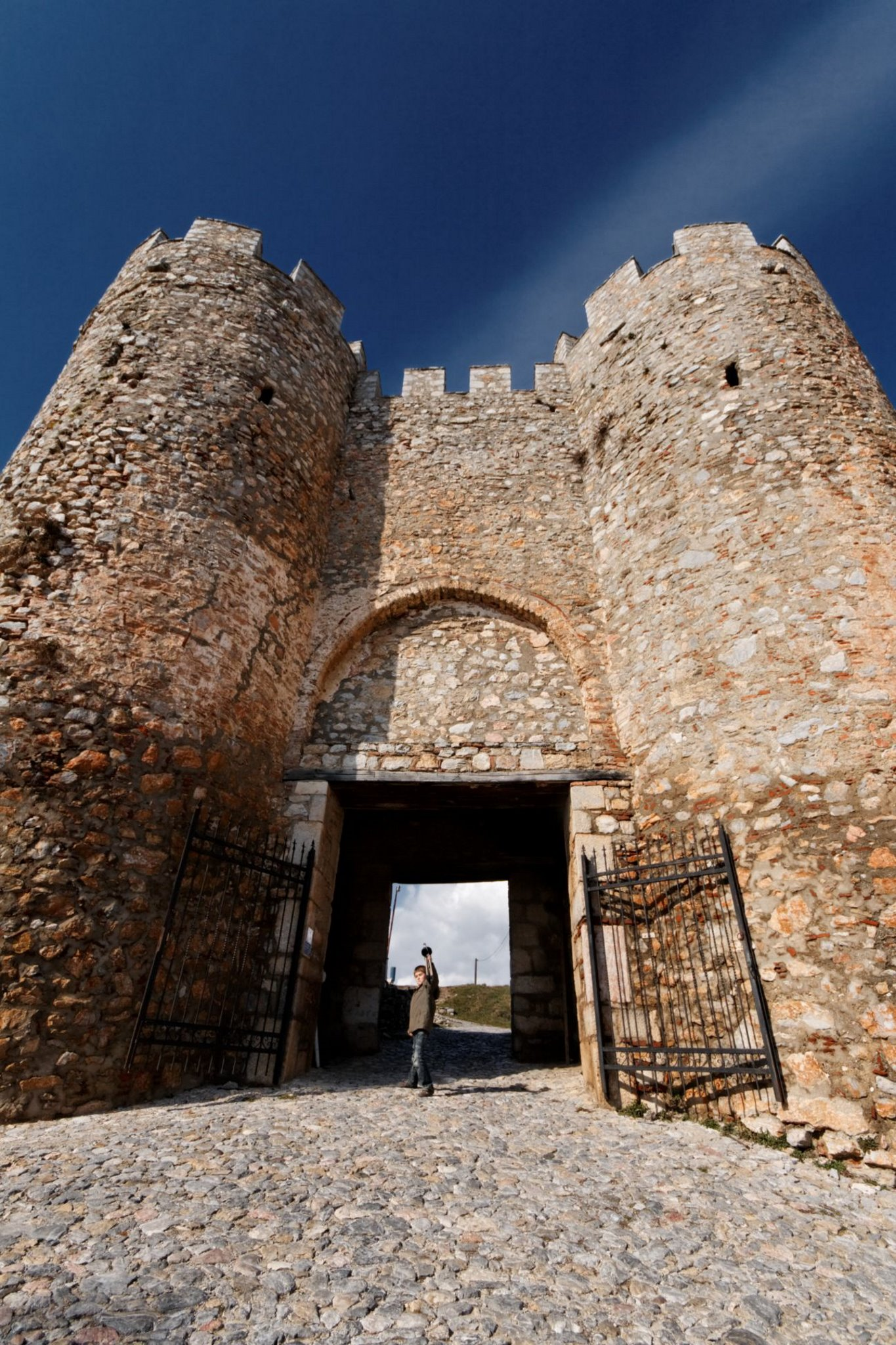
Ansicht des Doppelturmtores (2013)
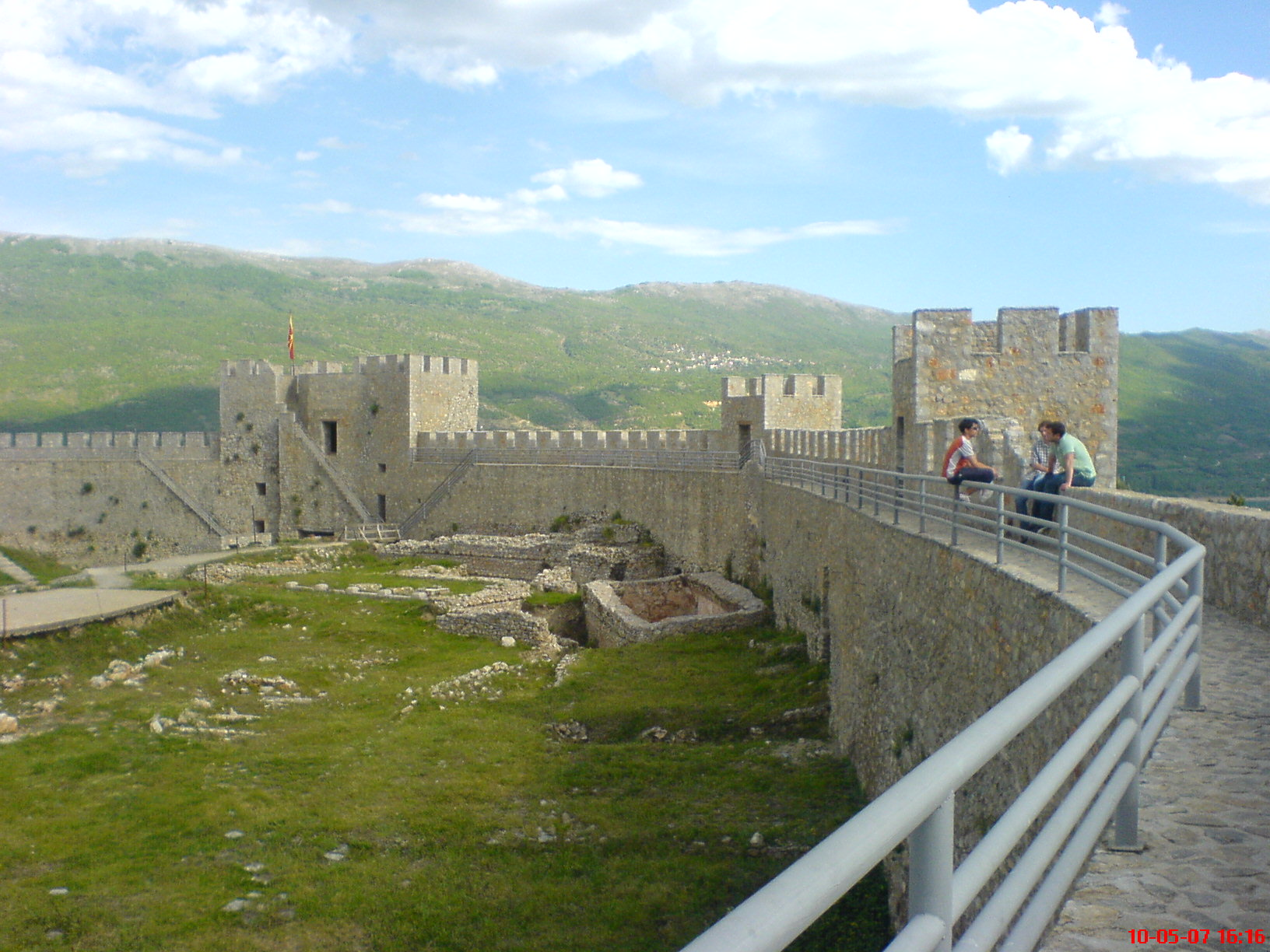
Blick auf den westlichen Wehrgang und den südlichen Waffenplatz hin zur Rückseite des Doppelturmtores (2007)
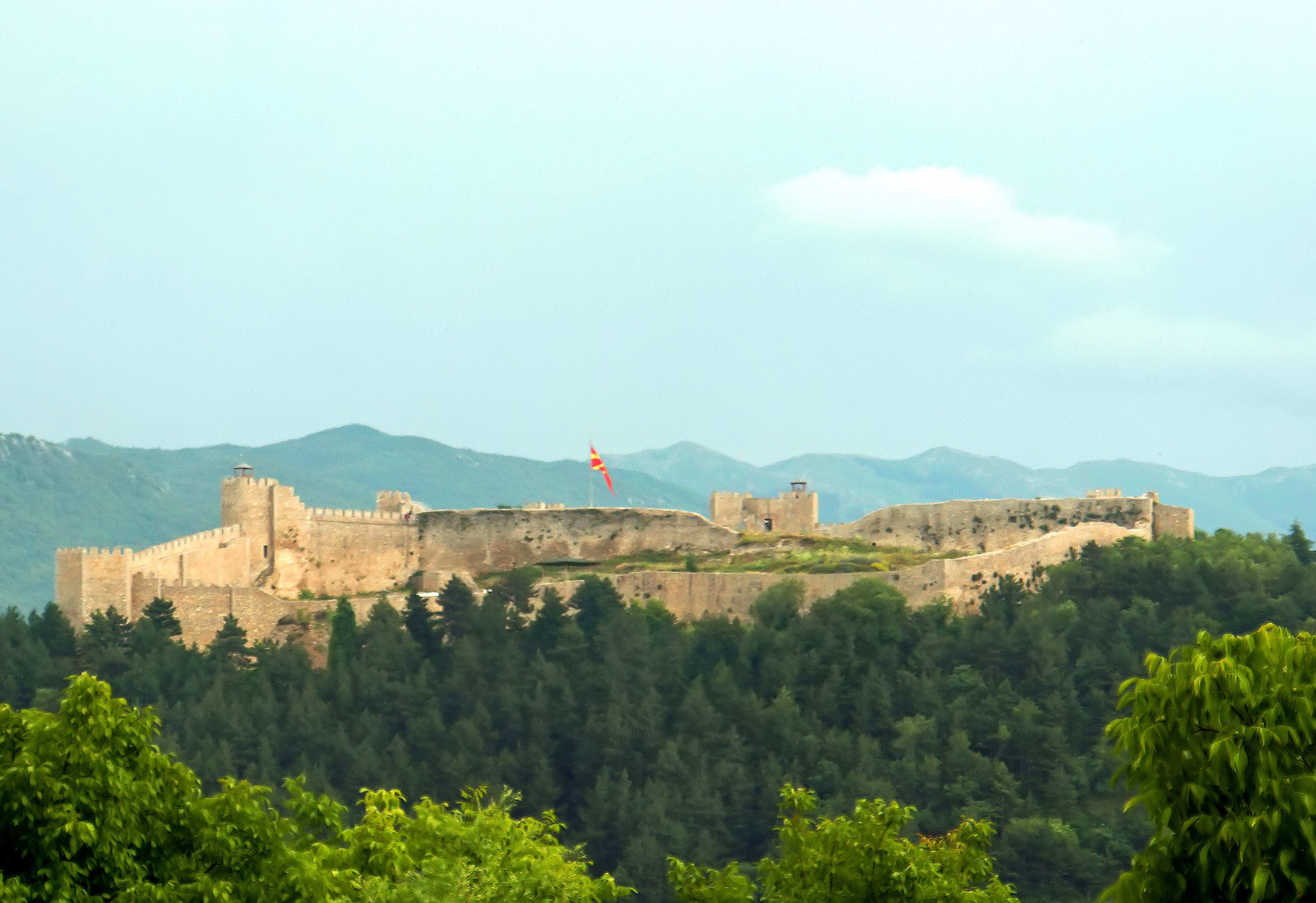
Ansicht der Zitadelle von Norden (2013)
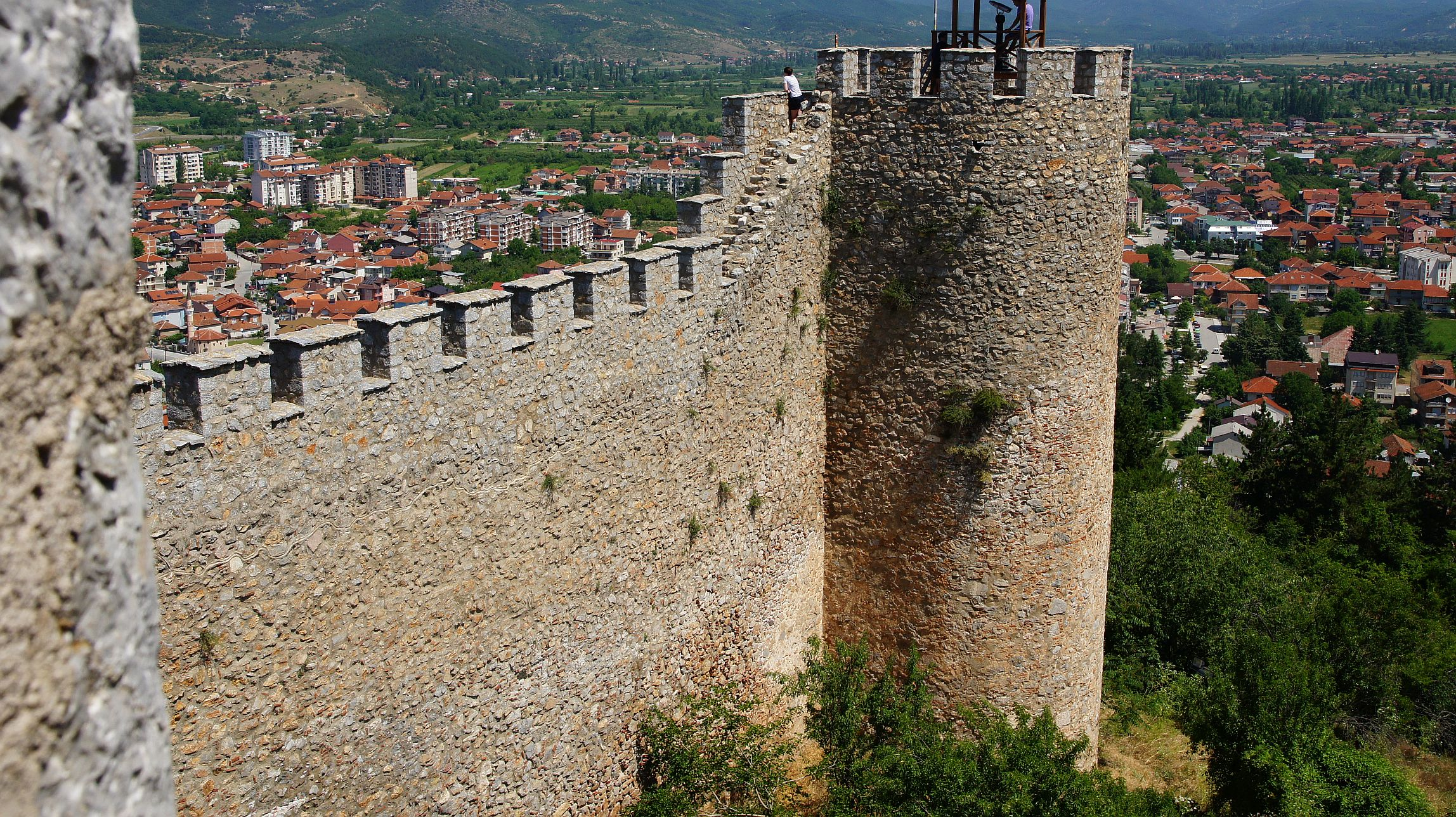
Blick auf den östlichen Turm (2015)
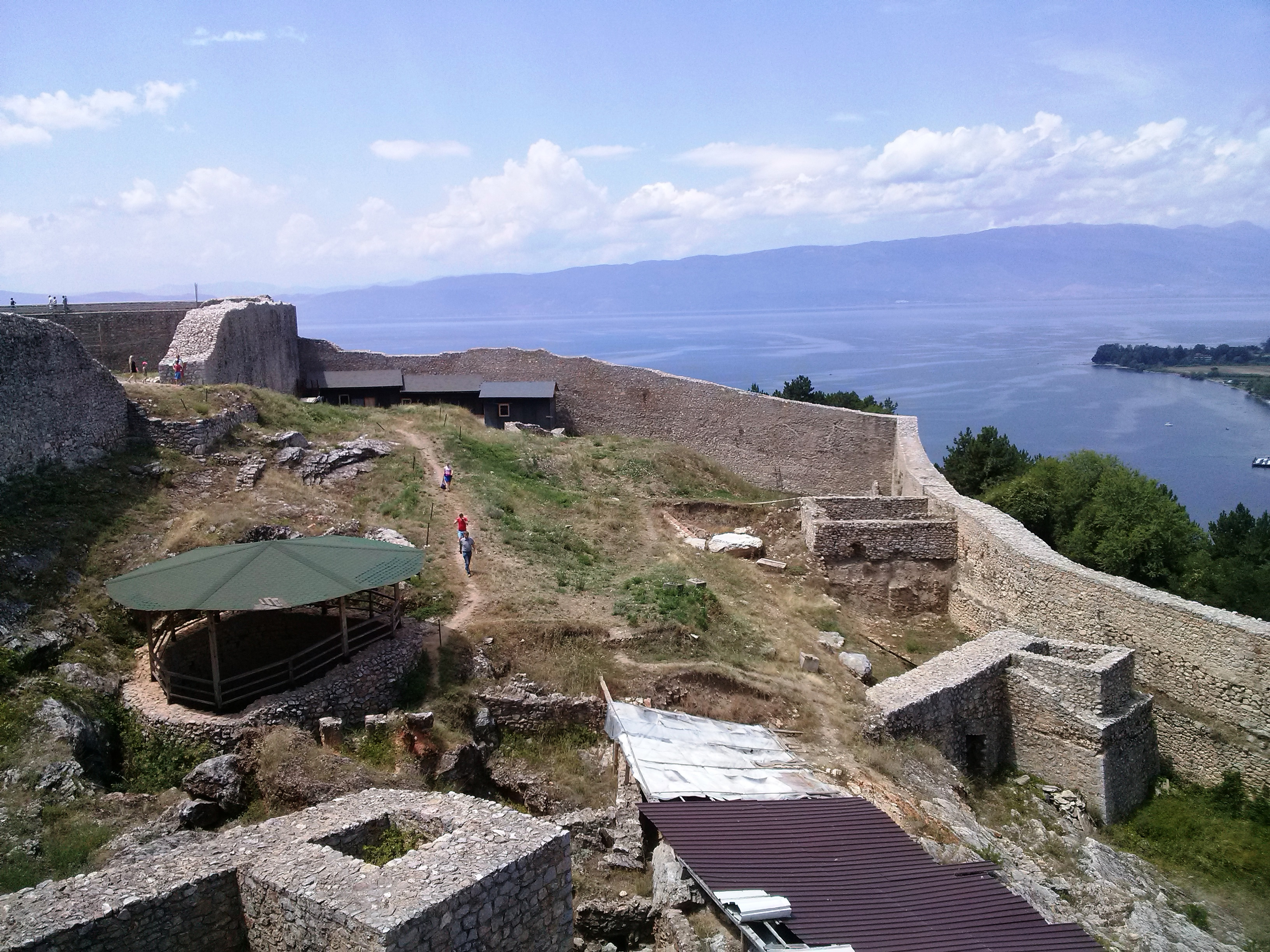
Blick auf den nördlichen Waffenplatz (2014)

## Geschichte

### Antike
Die ersten Befestigungsspuren auf Gorni Saraj datieren zurück in die Antike, als der illyrische Stamm der Dassareten mit Lychnidos eine erste Stadtfestung errichtete und der Makedonenkönig Philipp II. im 4. Jahrhundert v. Chr. einen Festungsbau veranlasste. Die erste schriftliche Erwähnung der Festung stammt von Polybios im 2. Jahrhundert v. Chr. Er schreibt, dass Philipp II. die bestehenden Mauern verbreiterte, erhöhte und nach Osten und Norden hin verlängerte. In der Folge nutzten Hellenen und Römer ebenso diesen ersten Festungsbau.
Der Historiker Malchus von Philadelphia schreibt 478, dass Theoderich der Große Lychnidos bei seinem Epirus-Feldzug nicht einnehmen konnte, weil sie so stark befestigt war und eine Vielzahl an Quellen besaß.

### Mittelalter

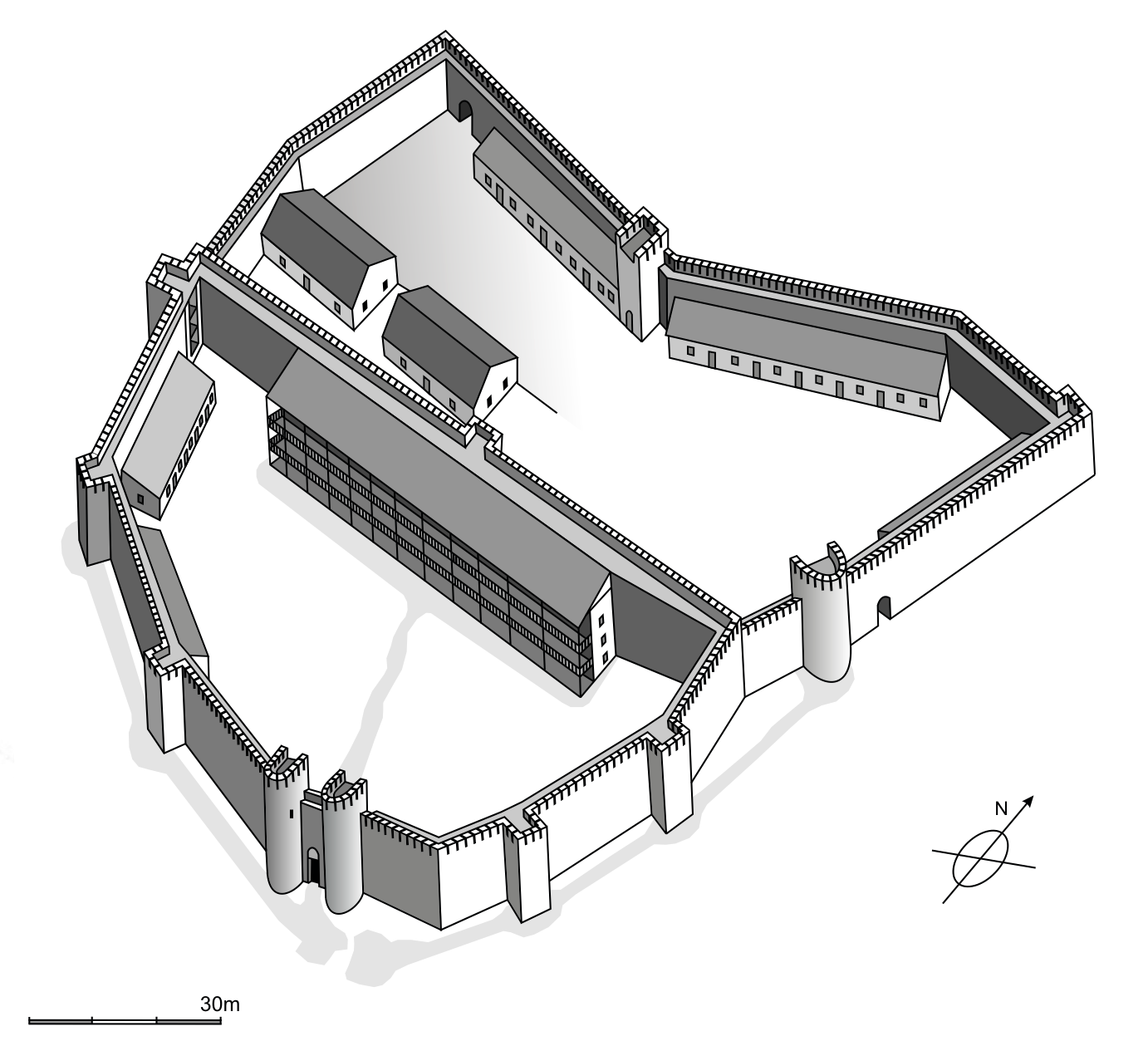
Rekonstruktion der Zitadelle Samuils (997–1018), nach Ivan Mikulčić 1996

Slawen und Awaren, Byzantiner, Bulgaren, Italonormannen, Albaner und Serben wechselten im Mittelalter als Besitzer der Burg.
Unter der Herrschaft des bulgarischen Zaren Samuil von 997 bis 1014 ordnete er die Errichtung einer Burg auf den Mauern der antiken Befestigung an.
Als der byzantinische Kaiser Basileios II. 1018 die Stadt Ohrid eroberte, ließ er die Festung schleifen. Alexios I. baute sie von 1081 bis 1118 erneut auf. Als der albanische Fürst Andrea Gropa über die Ohrid-Region herrschte, hat er zwischen 1371 und 1385 die Festung weiter ausgebaut.
Nach Ivan Mikulčić rührt das heutige Erscheinungsbild der Festung vom späten 14. Jahrhundert her. Demnach wurde jener Bau auf den Überresten des byzantinischen Kastrons (aus dem 5.–13. Jahrhundert) erstellt.

### Osmanische Zeit
Als die Osmanen zwischen 1385 und 1408 die Stadt eroberten, bauten sie im nördlichen Burgteil eine Kaserne auf, doch die Zitadelle spielte stadtgeschichtlich fortan keine größere Rolle mehr. Im südlichen Burgteil wurde eine Residenz errichtet, war doch Ohrid lange Zeit Hauptstadt eines Sandschaks, einer Kaza und einer Nahiya. Innerhalb der Festungsmauern lebten in der Stadt Würdenträger, Höflinge, Wohlhabende und andere Bürger.
Südlich der Sophienkirche in der Altstadt übernahm Ismail Pascha die Residenz der Erzbischöfe beim Ort Saraište/Saraishte und erweiterte sie grundlegend. Dieser Palast wurde später zerstört.
Zu spätosmanischer Zeit wurde Ohrid Zentrum eines halbunabhängigen Paschaliks. 1830 brannte der Serail, der Palast des Paschas, nieder, der Dscheladin Bey gehörte und von ihm 1808 mit dem Material des Palasts des Ismail Paschas gebaut worden war. Der Hügel Gorni Saraj („Oberer Serail“) hat von dessen Residenz seinen Namen.

### Ausgrabungsgeschichte
Von 2000 bis 2003 fand eine umfassende Ausgrabung mit Konservierung und Restaurierung statt. Währenddessen wurde auch ein großer Teil der Zinnen restauriert.
2002 wurde unter anderem eine schwarze Weinschale aus Megara mit dem Stern von Vergina darauf gefunden, welche auf das 3. Jahrhundert v. Chr. datiert wird.

## Heraldik
Die Zitadelle ist auf dem Wappenschild und auf der Flagge der Opština Ohrid abgebildet.

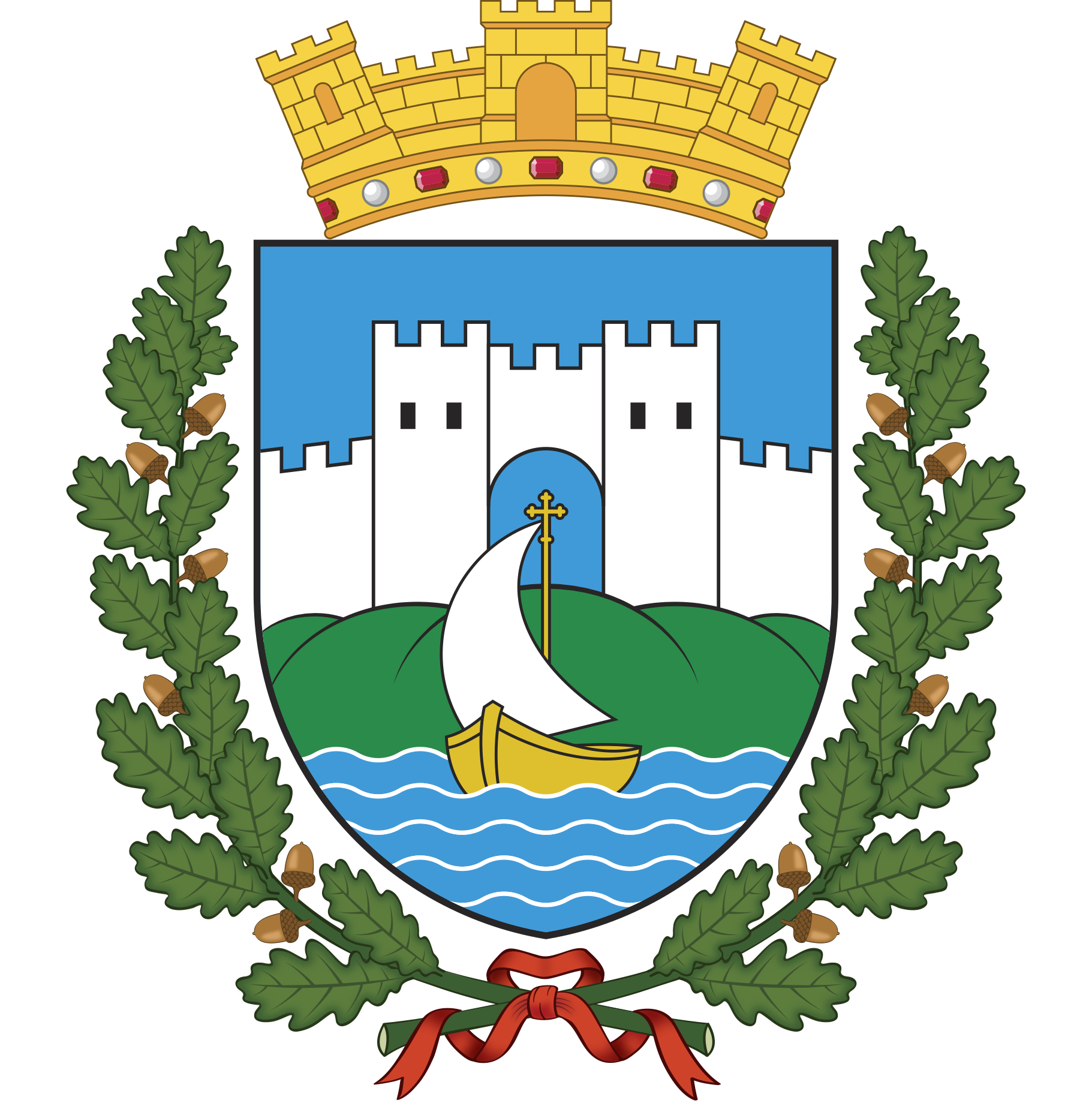
Wappen seit 2014
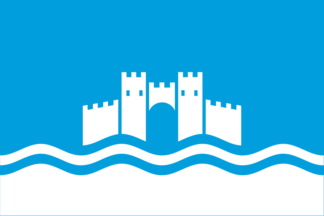
Flagge seit 2014
Wappen bis 2014
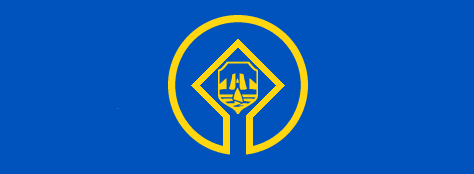
Flagge bis 2014